# Люди в океане
«Люди в океане» — советский широкоэкранный художественный фильм 1980 года, снятый режиссёром Павлом Чухраем на киностудии «Мосфильм».
Премьера фильма состоялась 10 сентября 1980 года. В СССР фильм посмотрело 20,2 млн зрителей.

## Сюжет
Пятеро китайских рыбаков были спасены российскими пограничниками во время шторма. Однако они боялись вернуться домой из-за возможного обвинения в предательстве. Старик, которого спас один из матросов, предпринимал попытки предотвратить трагедию, но в конце концов был убит. В итоге, китайские рыбаки были эвакуированы на безопасное место, однако их спасителей ждала печальная участь — два из них были похоронены.

## В ролях
- Вадим Спиридонов — капитан, командир пограничной заставы Валерий Михайлович Орехов
- Олег Ли — шкипер китайской рыболовной шхуны Ван
- Борис Сморчков — мичман, командир пограничного катера Степан Батищев
- Борис Галкин — матрос Саня Пряхин
- Светлана Тома — сейсмолог, вдова с ребенком Катя
- Лариса Удовиченко — лейтенант Людмила Стрельникова
- Владимир Заманский — доктор Краснов
- Татьяна Кравченко — жена капитана Нина Орехова
- А. Сун — Лю
- И. Хуажень — старик
- Александр Ким — Сунь-Пу
- У. Лин — Ху-фен
- Сергей Цигаль — матрос Шахбазян
- Валентина Березуцкая — повариха Антонина Петровна
- Виктор Уральский — маячник

## Съёмочная группа
- Режиссер: Павел Чухрай
- Сценаристы: Эдуард Володарский, Павел Чухрай
- Операторы: Михаил Ардабьевский, Владимир Шевцик
- Композитор: Марк Минков
- Художник: Александр Кузнецов

## Фестивали и награды
- 1980 — Специальный приз на Кинофестивале молодых кинематографистов в Москве
- 1981 — Премия Ленинского комсомола Павлу Чухраю
- 1981 — Специальный приз на 12-м Московском международном кинофестивале
- 1981 — Приз «За фильм военно-патриотической тематики» на 14-м Всесоюзном кинофестивале в Вильнюсе
- 1981 — Специальный диплом на 2-й Всесоюзной неделе-смотре фильмов молодых кинематографистов в Минске
- 1981 — Премия КГБ СССР в области литературы и искусства Павлу Чухраю
- 1984 — Золотая медаль имени А. Довженко Павлу Чухраю